# Caecula cincta
Caecula cincta är en fiskart som först beskrevs av Tanaka, 1908.  Caecula cincta ingår i släktet Caecula och familjen Ophichthidae. Inga underarter finns listade.